# Калачников, Юрий Николаевич
Ю́рий Никола́евич Калачников (11 апреля 1928, Кунгур — 4 октября 1998, Пермь) — советский конструктор артиллерийских систем. Лауреат Ленинской премии и Государственной премии СССР.

## Биография
Родился в семье врачей. В 1937 году семья переезжает из Кунгура в Молотов. Учился сначала в школе №12, а затем в школе №9 Сталинского района г. Молотова. Зимой 1943—1944 годов сдал экстерном экзамены за полные 10 классов средней школы и в возрасте 15 лет поступил в Ленинградский механический институт, закончил его в 1949 году.

Юрий Николаевич рассказывал:
«На выбор профессии сильно повлияла война. Отец ушёл на фронт в 1941 году. Я в эти годы экстерном окончил школу и поступил в Ленинградский Военмех. Этот институт тогда был эвакуирован в Молотов (Пермь) и размещался одном из зданий нынешнего техникума Славянова. А за окном дымил трубами завод. Пушки с заводского полигона били через Каму так мощно, что от их залпов оконные стёкла нашей «альма-матер» дребезжали, а чернильницы на столах подпрыгивали. Возможно, выбор специальности был для меня неосознанным, но не случайным. Передовая наука, технологии, значительные ресурсы стояли тогда на службе обороны. Кроме того, я всегда считал, что обязан делать дело, жизненно важное для моей страны».
В 1949—1950 годах — инженер-технолог на Горьковском машиностроительном заводе.
С ноября 1950 года работал в отделе №7 специального конструкторского бюро Пермского машиностроительного завода им. В.И. Ленина (ныне ОАО «Мотовилихинские заводы»):
- начальник конструкторского отдела (1955),
- заместитель главного конструктора (1963),
- главный конструктор завода (1965)[1]

В 1966 году приказом министра оборонной промышленности на заводе было образовано Специальное конструкторское бюро (СКБ), его начальником назначен Ю. Н. Калачников.
Сочетал основную работу с научно-преподавательской деятельностью в Пермском государственном техническом университете, профессор кафедры проектирования и производства автоматических машин. Автор многих изобретений.
С 1995 года Ю.Н. Калачников работал советником Генерального директора «Мотовилихинских заводов».
Скончался 4 октября 1998 года. Похоронен в Перми на Южном кладбище.

## Семья
Отец — Николай Николаевич Калачников (1896—1969), врач — окулист в пермской поликлинике завода им. И.В. Сталина. Выходец из крестьян села Ашап, в 1904-1907 годах жил в с. Степаново (ныне - с. Ленск) Кунгурского уезда. С 1924 года, после окончания Пермского медицинского института, жил в г. Кунгуре. Работал врачом-окулистом в городской больнице.
Мать — Роза Исааковна Гликина (1896—1974), врач — педиатр в городской детской больнице в Перми. Происходила из мещан г. Ростова-на-Дону. В начале XX века вместе с родителями, двумя братьями и четырьмя сёстрами переехала в Кунгур, где её отец работал переплётчиком в одной из городских типографий. В 1924 году также окончила Пермский медицинский институт и работала врачом — педиатром в больнице Кунгура.
Жена — Ирина

## Разработки

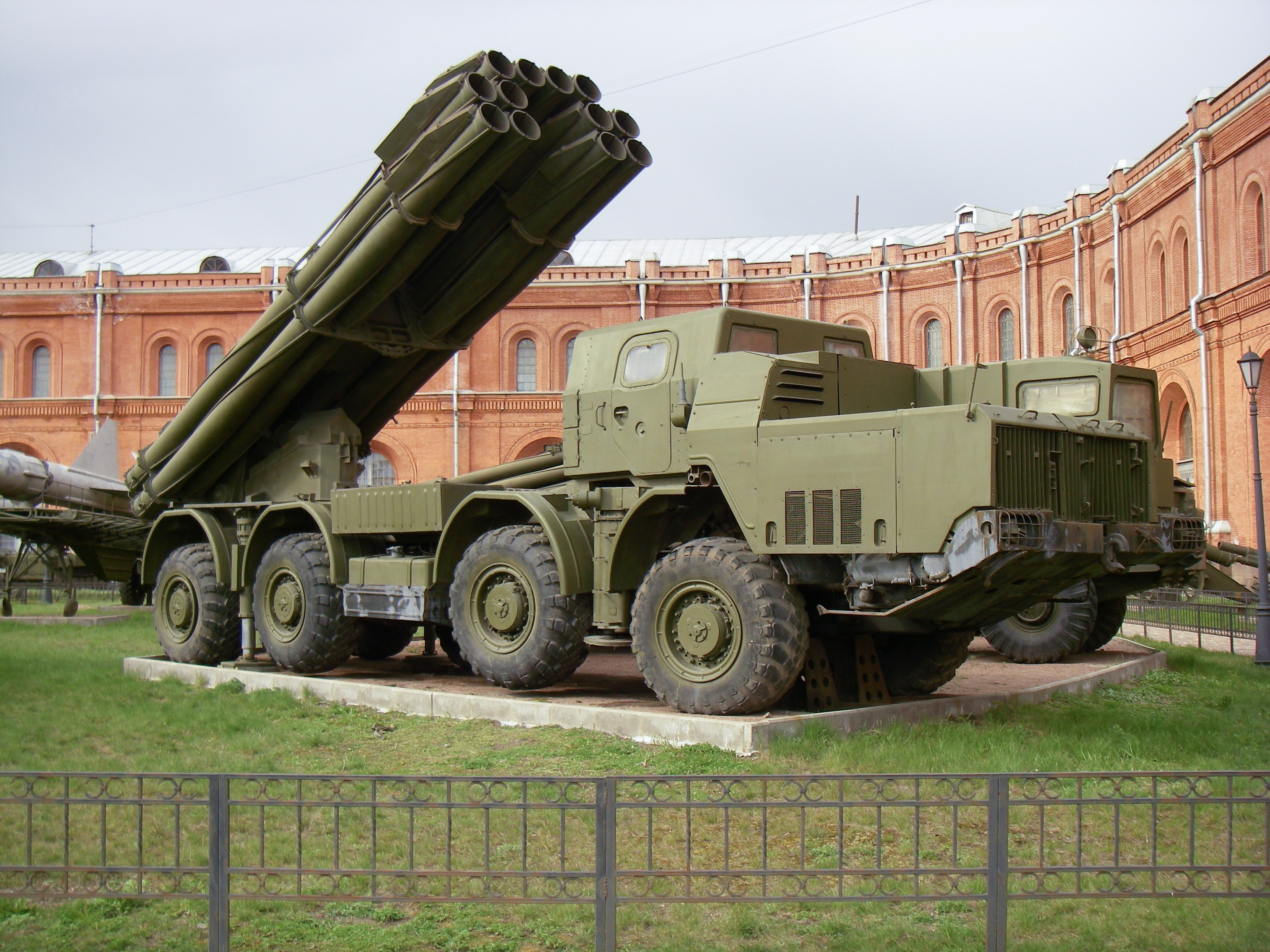
Боевая машина РСЗО «Смерч»

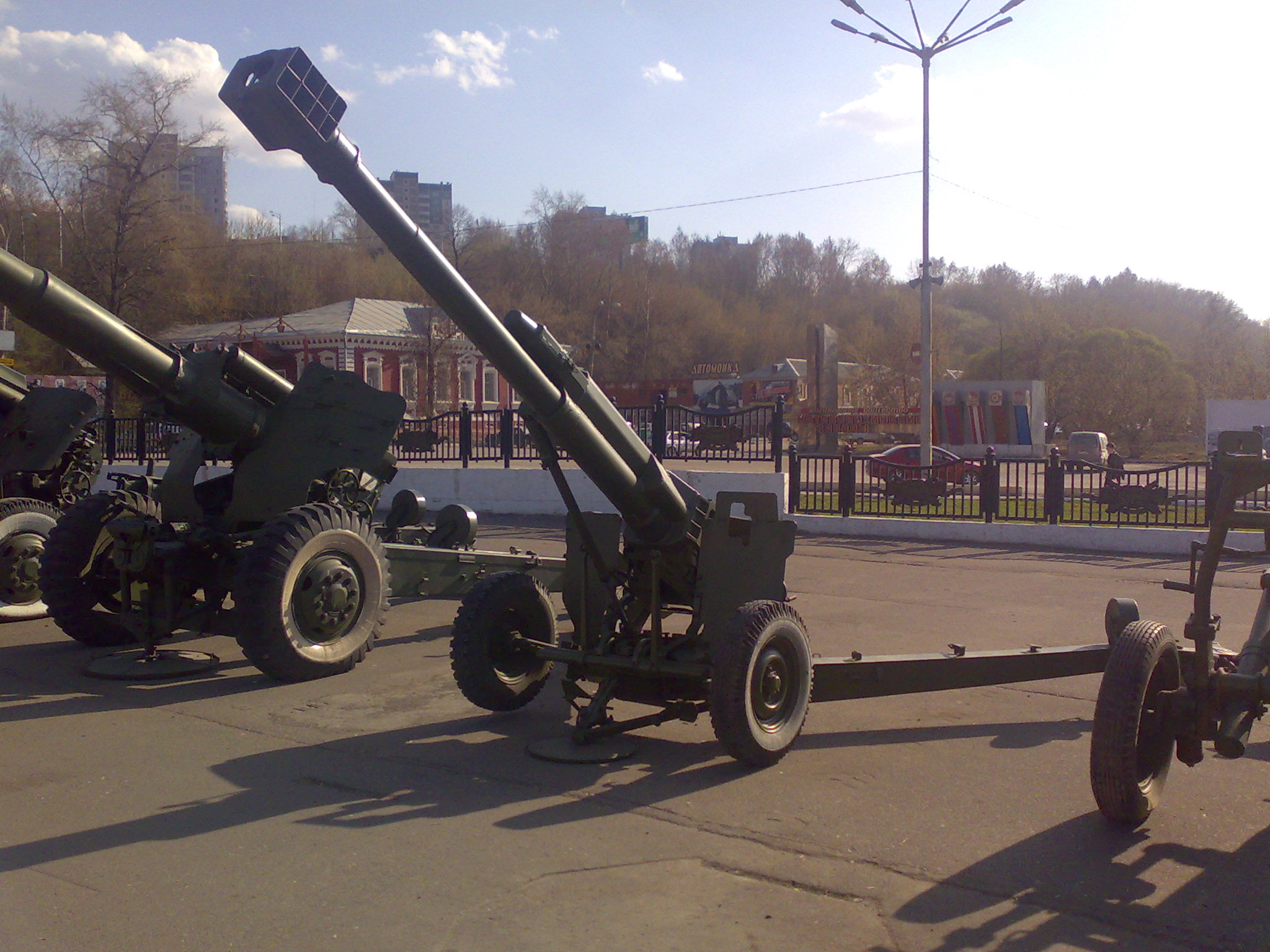
120-мм буксируемое орудие «Нона-К»

Под руководством и при непосредственном участии Ю. Н. Калачникова были созданы опытное КБ и производственная база, выполнено более 150 научно-исследовательских и опытно-конструкторских работ, было создано 20 и принято на вооружение 12 изделий оборонного значения, в том числе:
- Разработан миномёт (артиллерийская часть) 2Б8 для 240-мм самоходного миномёта 2С4 «Тюльпан» (1972). Впервые в артиллерии была разработана конструкция опорной плиты миномёта, обеспечивающая возможность перевода миномёта в боевое положение и стрельбы без предварительной подготовки огневой позиции.
- 152-мм буксируемая пушка 2А36 «Гиацинт-Б» (1979) и её вариант — артиллерийская часть 2А37 для самоходной пушки 2С5 «Гиацинт-С» (1976).
- Семейство 120-мм артиллерийских орудий «Нона»: орудие 2А51 (артиллерийская часть) для самоходного орудия 2С9 «Нона-С» (1981), 120-мм буксируемое орудие 2Б16 «Нона-К» (1986), 120-мм орудие 2А60 для самоходного орудия 2С23 «Нона-СВК» (совместно с ЦНИИ «Буревестник») (1990).
- Боевые машины и транспортно-заряжающие машины реактивных систем залпового огня 9К57 "Ураган" (1976) и 9К58 «Смерч» (1986).
- Артиллерийская часть боевой машины и транспортно-заряжающей машины тяжёлой огнеметной системы ТОС-1 «Буратино».

Созданные под руководством Ю. Н. Калачникова образцы артиллерийского вооружения отличает высокая степень автоматизации процессов подготовки стрельбы, обеспечивая тем самым максимальную скорострельность оружия.

## Награды и звания
- Награждён орденом Ленина, двумя орденами Трудового Красного Знамени, медалями.
- Лауреат Ленинской премии (1987) и Государственной премии СССР (1978).
- Доктор технических наук, профессор
- Действительный член Российской академии ракетных и артиллерийских наук (РАРАН) (1993).

## Память
- В честь Ю. Н. Калачникова 30 августа 2001 года в Перми на доме где жил конструктор (ул. Розалии Землячки, 12), была установлена памятная доска.
- В честь Ю. Н. Калачникова 10 февраля 2023 года в Перми его имя было присвоено скверу в границах улиц Уральской, Лебедева и Землячки.
- 19 ноября 2023 года в этом сквере состоялось открытие памятника выдающемуся конструктору. В этот же день в Перми состоялись и первые «Калачниковские чтения».[1]